# Дневник љубави
Дневник љубави (тур. Çalıkuşu) турска је телевизијска серија, снимана 2013. и 2014.
У Србији је 2016. и 2017. у два наврата приказивана на телевизији Прва и емитовање је оба пута прекинуто. Све епизоде серије приказане су 2017. на кабловском каналу Прва ворлд, као и на веб-сајту Прве телевизије.

## Радња
Радња серије одиграва се почетком 20. века, у време стварања турске републике.
Главна јунакиња приче је Фериде, ћерка официра, која је као девојчица остала сироче. Учила је престижне школе, а распусте и празнике проводила је код једне од сестара своје покојне мајке. Поред тога што је била прелепа, Фериде је била живо и немирно дете које место не држи, па је на себе скретала пажњу и несташлуцима. Током једног празника, код тетке упознаје шармантног рођака Камрана, и заљубљује се. Ни Камран не остаје равнодушан на Феридине чари.
Њихова жеља да крунишу своју љубав неће се остварити. Неочекивани догађај измениће ток њихове судбине одводећи Фериде у други град. У новој средини, Фериде почиње да ради као учитељица у покушају да стане на своје ноге и отвори ново животно поглавље. Али, Камрана неће заборавити.

## Сезоне
| Сезона | Сезона | Број епизода (н / и)        | Приказивање у Турској                 | Приказивање у Србији |
| ------ | ------ | --------------------------- | ------------------------------------- | --- |
|        | 1      | 30 / 72 (1 — 30) / (1 — 72) | 24. септембар 2013 — 17. мај 2014. () | 25. јануар 2016 — 5. фебруар 2016. (Прва) 19. децембар 2016 — 20. јануар 2017. (Прва) 21. фебруар 2017 — 31. мај 2017. (Прва ворлд) |

## Улоге
| Глумац:               | Улога:            |
| --------------------- | ----------------- |
| Фахрије Евџен         | Фериде Скривалица |
| Бурак Озчивит         | Камран            |
| Бегум Кутук Јашоглу   | Нериман           |
| Дениз Џелилоглу       | Селим             |
| Мехмет Озгур          | Сејфетин          |
| Елиф Искендер         | Бесиме            |
| Ханде Сорал           | Азелија           |
| Хилми Џем Интепе      | Јусуф             |
| Ебру Хелваџиоглу      | Неџмије           |
| Пинар Чаглар Генчтурк | Муневер           |
| Гунес Хајат           | Гулмисал-калфа    |
| Хлија Гулшен Ирмак    | Дилбер-калфа      |
| Алптекин Серденгечти  | Левент            |
| Елиф Сумбул           | Сутлу Нурије      |
| Су Кутлу              | Мишел             |
| Еге Кокенли           | Мари              |
| Есра Килич            | Фелике            |